# Männer am Meer
Männer am Meer (kurz auch MaM) ist eine Schweizer Mundart-Musikband. Die achtköpfige Gruppe aus dem Kanton Bern entstand 2006 anlässlich einer Recording-Session. Bei den «Männern am Meer» steht nicht nur die Musik im Vordergrund, sondern auch die Texte: Sie erzählen gerne Geschichten und passen den Sound den Inhalten an.

## Diskografie

### Alben
- 2006 – Vou im Biud
- 2008 – Mit dem Rücken zum Strand
- 2011 – Mit Absicht

### Singles
- 2008 – Rägetage
- 2008 – I bine
- 2011 – Afa isch no easy